# Takaji Mori
Takaji Mori (森 孝慈, Mori Takaji, Hiroshima, 24 november 1943 – Tokio, 17 juli 2011) was een Japans voetballer die als verdediger speelde.

## Clubcarrière
In 1962 ging Mori naar de Waseda-universiteit, waar hij in het schoolteam voetbalde. Nadat hij in 1967 afstudeerde, ging Mori spelen voor Mitsubishi Motors. Met deze club werd hij in 1969 en 1973 kampioen van Japan. Mori veroverde er in 1971 en 1973 de Beker van de keizer. In 11 jaar speelde hij er 146 competitiewedstrijden en scoorde 28 goals. Mori beëindigde zijn spelersloopbaan in 1977.

## Japans voetbalelftal
Takaji Mori debuteerde in 1966 in het Japans nationaal elftal en speelde 56 interlands, waarin hij twee keer scoorde.

## Statistieken
| Japans voetbalelftal | Japans voetbalelftal | Japans voetbalelftal |
| Jaar                 | Wed.                 | Dlp.                 |
| -------------------- | -------------------- | -------------------- |
| 1966                 | 4                    | 0                    |
| 1967                 | 5                    | 1                    |
| 1968                 | 4                    | 0                    |
| 1969                 | 4                    | 0                    |
| 1970                 | 13                   | 0                    |
| 1971                 | 3                    | 0                    |
| 1972                 | 8                    | 0                    |
| 1973                 | 1                    | 1                    |
| 1974                 | 1                    | 0                    |
| 1975                 | 9                    | 0                    |
| 1976                 | 4                    | 0                    |
| Totaal               | 56                   | 2                    |